# Hlaing Bo Bo
Hlaing Bo Bo (sinh ngày 8 tháng 7 năm 1996) là một cầu thủ bóng đá người Myanmar đang chơi cho Yadanarbon và đội tuyển bóng đá quốc gia Myanmar.

## Sự nghiệp câu lạc bộ
Hlaing Bo Bo đã chơi với câu lạc bộ của anh ấy tại AFC Cup 2015, nơi anh ghi hai bàn cũng như bị thẻ vàng trong trận thua 4-7 trước Pahang FA.

## Sự nghiệp quốc tế

### Đội U23
Hlaing Bo Bo đại diện cho Myanmar tham dự Vòng loại Giải vô địch AFC U-23. Trong trận đấu đầu tiên với Đài Bắc Trung Hoa, anh lập một cú đúp trong chiến thắng 3-0. Tuy nhiên, trong trận đấu tiếp theo với Hồng Kông, Hlaing Bo Bo bị trất quyền thi đấu sau khi nhận thẻ đỏ và không được chơi những trận còn lại của vòng loại.
Hlaing Bo Bo từng thi đấu tại SEA Game 2015, giải đấu mà anh ra sân vào tất cả trận đấu khi Myanmar lọt vào trận chung kết. Anh cũng được nhắc đến như một trong những cầu thủ hàng đầu của Myanmar trong suốt giải đấu.

### Đội tuyển quốc gia
Anh ra mắt đội tuyển quốc gia vào ngày 7 tháng 9 năm 2015 trong một trận đấu giao hữu với New Zealand.

## Thống kê sự nghiệp

### Bàn thắng quốc tế
Kết quả và bàn thắng của Myanmar được liệt kê trước.
| STT | Ngày                 | Sân                                                | Đối thủ    | Bàn thắng | Kết quả | Thi đấu                       |
| --- | -------------------- | -------------------------------------------------- | ---------- | --------- | ------- | ----------------------------- |
| 1.  | 12 tháng 11 năm 2018 | Sân vận động Mandalarthiri, Mandalay               | Campuchia  | 1–1       | 4–1     | AFF Cup 2018                  |
| 2.  | 12 tháng 11 năm 2018 | Sân vận động Mandalarthiri, Mandalay               | Campuchia  | 4–1       | 4–1     | AFF Cup 2018                  |
| 3.  | 7 tháng 11 năm 2019  | Sân vận động Mandalarthiri, Mandalay               | Nepal      | 3–0       | 3–0     | Giao hữu                      |
| 4.  | 19 tháng 11 năm 2019 | Sân vận động Mandalarthiri, Mandalay               | Mông Cổ    | 1–0       | 1–0     | Vòng loại FIFA World Cup 2022 |
| 5.  | 11 tháng 6 năm 2021  | Sân vận động Yanmar Nagai, Osaka, Nhật Bản         | Kyrgyzstan | 1–7       | 1–8     | Vòng loại FIFA World Cup 2022 |
| 6.  | 25 tháng 11 năm 2021 | Khu liên hợp thể thao Emirhan, Antalya, Thổ Nhĩ Kỳ | Indonesia  | 1–4       | 1–4     | Giao hữu                      |